# 韩琪 (永善)
韩琪，中华人民共和国政治人物、全国脱贫攻坚先进个人。

## 生平
韩琪任永善县国有林场副场长，马楠乡党委副书记（挂职）。因在脱贫攻坚战中作出突出贡献，2021年2月25日全国脱贫攻坚总结表彰大会上，韩琪被授予“全国脱贫攻坚先进个人”。